# David Smith (trompettist)
David Smith (1980) is een Canadees jazztrompettist.

## Biografie
Smith begon zijn professionele carrière in Toronto. In 2000 verhuisde hij met een studiebeurs van de Canada Council for the Arts naar New York. Zijn studies sloot hij af met de master of Arts in Jazz Performance aan de Aaron Copland School of Music in New York. Sindsdien werkte hij in het daar aanwezige jazzcircuit o.a. in de formatie Sound Assembly (album Edge of the Mind, 2005), o.a. met Alan Ferber, John Hollenbeck), Kenny Wright, Cecilia Coleman, Russ Spiegel, Thomson Kneeland, Kim Bock, Howard Britz, Roberta Piket en de New York Jazz Initiative (album Mad About Thad, 2011) o.a. met Sam Burtis, Steve Wilson, Ralph LaLama, Eric McPherson). In 2005 ontstond zijn debuutalbum Circumstance bij Fresh Sound Records met eigen composities, waaraan Seamus Blake, Nate Radley, David Ephross en Mark Ferber meewerkten. Op het gebied van de jazz was hij tussen 2005 en 2012 betrokken bij 16 opnamesessies. In 2019 leidt Smith een kwintet, waartoe Dan Pratt, Nate Radley, Ugonna Okegwo en Allan Mednard behoren. 
Smith trad op in New Yorkse jazzclubs als de Blue Note, Jazz Standard, Smalls, Cornelia Street Cafe en in der 55 Bar. Hij is adjunct-professor aan het College of Staten Island.

## Discografie
- 2005: Circumstance
- 2009: Anticipation (BJU Records), met Kenmji Omae, Nate Radley, Gary Wang, Greg Ritchie
- 2015: Impetus (BJU Records), met Dan Pratt, Nate Radley, Gary Wang, Anthony Pinciotti